# کمیل آدامز
کمیل آدامز (به انگلیسی: Cammile Adams) (زادهٔ ۱۱ سپتامبر ۱۹۹۱) شناگر اهل ایالات متحده آمریکا است.